# Егоренко, Светлана Константиновна
Светлана Константиновна Егоренко (род. 7 февраля 1965) — российский тренер по плаванию. С 2006 года — тренер сборной России по плаванию. Заслуженный тренер России.

## Биография
Светлана Константиновна Егоренко — заслуженный тренер России по плаванию и ведущий специалист в плавании Санкт-Петербурга. Является тренером-преподавателем в СШОР по водным видам спорта «Экран» (Санкт-Петербург), где работает с конца 1990-х годов.
Имеет высшее образование в области физической культуры и спорта. С 2006 года входит в тренерский штаб сборной России по плаванию.
Подготовила более 40 мастеров спорта, чьи достижения включают победы и призовые места на первенствах России, Европы и международных соревнованиях. Её воспитанники входили в состав юниорской и основной сборных России. Егоренко внесла значительный вклад в развитие плавания в Санкт-Петербурге и в национальной сборной.

## Лучшие воспитанники
- Андрей Гречин - заслуженный мастер спорта России, призер олимпийских игр, многократный призёр чемпионатов мира, многократный победитель и призер чемпионатов Европы, России, этапов Кубка мира,
- Вероника Андрусенко - заслуженный мастер спорта России, многократная призёрка чемпионатов мира, многократный победитель и призер чемпионатов Европы, России, этапов Кубка мира, двукратная экс-рекордсменка мира.

## Награды и достижения
- Заслуженный тренер России (2013)[2]
- Медаль ордена «За заслуги перед Отечеством» II степени (2013)[4]

## Цитата
Любая педагогическая специализация требует любви к детям. Дети могут быть маленькими, большими, но все
равно – они наши дети. Необходимо принимать их такими, какие они есть, с их плюсами и минусами. Силу развиваем, над слабостями работаем.